# زنی تنها
زنی تنها (ایتالیایی: Donne sole) یک فیلم درام ایتالیایی به کارگردانی ویتوریو سالا و اوتاویو آلسی است که در سال ۱۹۵۶ منتشر شد.

## داستان
لوییزا، مارا، نیتسه و فرانکا چهار دختر جوان هستند که به عنوان مانکن کار می‌کنند و در یک آپارتمان زندگی مشترکی دارند. هر چهار نفر رویای مشترکی در سر دارند: رسیدن به جایگاهی بالا و درخشان در طبقات مرفه جامعه. برای رسیدن به این هدف، تصمیم می‌گیرند با مردان ثروتمند و بانفوذ ارتباط برقرار کنند. اما برخلاف انتظارشان، در این مسیر با ناامیدی مواجه می‌شوند و آرزوهایشان رنگ می‌بازد. تنها استثنا فرانکاست؛ او نه تنها در پی جاه‌طلبی نیست، بلکه عشق واقعی را در کنار یک کارمند ساده‌زیست اما مهربان و صمیمی پیدا می‌کند.

## بازیگران
- الئونورا روسی دراگو
- لوچانا آنجولیلو
- اتوره مانی
- جانا ماریا کاناله
- پائولو استوپا
- اوی مالتایاتی
- اینیاتسیو لئونه
- ویتوریو ویزر
- جینو بوتسانکا
- انتسو گارینی
- اوتاویو آلسی